# Kōsuke Morita
Kōsuke Morita (japonès: 森田 浩介, nascut el 23 de gener de 1957) és un físic nuclear experimental japonès, conegut com el líder de l'equip japonès que va descobrir el nihoni (element 113). Actualment té un nomenament conjunt com a professor a l'Escola de Postgrau en Ciències de la universitat de Kyushu i com a director del Grup de Recerca d'Elements Super Pesats al Centre Nishina de Riken per a la Ciència Basada en Acceleradors.

## Síntesi del nihoni
L'element 113 va ser sintetitzat per primera vegada l'any 2004 per l'equip de producció d'elements superpesants a Riken, sota la direcció de Kōsuke Morita. L'element es va sintetitzar mitjançant un enfocament de fusió freda, convertint-lo en l'element més pesat descobert mitjançant aquest mètode de producció. La síntesi de l'element 113 es va aconseguir mitjançant el bombardeig d'un objectiu 209Bi amb projectils de 70Zn utilitzant una energia del feix de 352,6 MeV. L'experiment va concloure amb la síntesi de l'isòtop 278113 de l'element 113.
L'equip de Morita va sintetitzar amb èxit l'element 113 en un total de tres ocasions: juliol de 2004, abril de 2005 i agost de 2012. Aquest assoliment va ser reconegut oficialment per la Unió Internacional de Química Pura i Aplicada el 31 de desembre de 2015, atorgant a l'equip de Morita els drets de denominació de l'element. Es va proposar el nom Nihonium, fent referència al nom del Japó (japonès: 日本, Nihon). Després d'un període de comentaris públics de cinc mesos, el sindicat va anunciar la seva aprovació formal el 30 de novembre de 2016. El nihonium és actualment l'únic element que ha estat descobert per un equip asiàtic.
Actualment l'equip pretén descobrir l'element 119, el nom provisional del qual és ununenni.

## Premis
- 2005 – Premi de membres de la comunitat GSI Exotic Nuclei.
- 2005 – Premi Memorial Nishina (仁科記念賞).
- 2005 – Premi Ciència Inoue (井上学術賞).
- 2006 – 11è premi Paper de la Societat Japonesa de física (Premi compartit).
- 2012 – Pas científic agradable (ナイスステップな科学者).
- 2016 – Premi Academia del Japó (日本学士院賞).[11]
- 2017 - Premi Asahi (朝日賞).[12]